# Station Karsin
Station Karsin is een spoorwegstation in de Poolse plaats Karsin.